# Starkenschwind
Starkenschwind ist ein Gemeindeteil der Stadt Scheßlitz im oberfränkischen Landkreis Bamberg in Bayern.

## Geografie
Nachbarorte des Dorfes sind im Norden Windischletten (Stadt Scheßlitz), im Osten Scheßlitz, im Süden Wiesengiech (Stadt Scheßlitz), im Südwesten Merkendorf (Gemeinde Memmelsdorf), im Nordwesten Hohengüßbach und Leimershof (beide Gemeinde Breitengüßbach).

## Vereine
Starkenschwind hat mit dem Nachbarort Wiesengiech eine Freiwillige Feuerwehr.

## Baudenkmäler
In die Liste der Baudenkmäler in Starkenschwind sind sechs Objekte eingetragen, darunter die mit dem Jahr 1893 bezeichnete Katholische Kapelle. 

## Persönlichkeiten
- Heinrich Dumpert (* 1966), Fußballspieler und -trainer, stammt aus Starkenschwind